# Platocera annulipes
Platocera annulipes är en insektsart som beskrevs av Frederick Arthur Godfrey Muir 1913. Platocera annulipes ingår i släktet Platocera och familjen Derbidae. Inga underarter finns listade i Catalogue of Life.